# Баринага, Мануэль Антонио
Мануэль Антонио Баринага (исп. Manuel Antonio Barinaga; дата рождения — неизвестна — 1897, Лима) — перуанский адвокат, политический и государственный деятель, премьер-министр Перу (1883—1884 и 1895—1896), министр финансов и торговли Перу (1878), министр юстиции, образования, культов и благотворительности Перу (1883—1884).

## Биография
Родился в семье баскского происхождения.
В 1878 году при президенте Мариано Игнасио Прадо являлся министром финансов и торговли Перу.
В 1879—1881 годах был секретарём в кабинете временного президента Николаса де Пьеролы, пришедшего к власти в результате военного мятежа.
Занимал пост премьер-министра Перу в 1883—1884 годах в правительстве Мигеля Иглесиаса, который, являясь главнокомандующим армии на севере Перу, в манифесте, получившем название «Крик Монтаны», 31 августа 1882 года провозгласил себя верховным правителем (исп. Jefe Supremo) с целью окончания Второй тихоокеанской войны с Чили ценой территориальных уступок. 30 декабря 1882 года на созванной им в Кахамарке Ассамблее Севера он был провозглашён президентом регенерации (восстановления, возрождения, исп. Presidente Regenerador) и 20 октября 1883 года подписал мирный договор, по которому к Чили был присоединён район города Икике, а над территорией с городами Арика и Такна устанавливался чилийский контроль до проведения плебисцита об их принадлежности. 11 марта 1884 года созванная конституционная ассамблея ратифицировала этот договор, избрав 1 марта 1884 года М. Иглесиаса конституционным президентом.
В 1895—1896 годах снова возглавлял кабинет министров Перу, занимая одновременно кресло министра юстиции.